# Nick Easter
Nicholas James Easter (* 15. August 1978 in Epsom) ist ein ehemaliger englischer Rugby-Union-Spieler. Er spielte als Nummer acht oder Flügelstürmer für die englische Nationalmannschaft und die Harlequins.

## Karriere

### Verein
Easter verbrachte ein Jahr in Südafrika, bevor er 2001 seine Profikarriere beim Orrell RUFC begann. Im August 2004 wechselte er zu den Harlequins. Dort wurde er 2005 und 2006 zum Spieler des Jahres gekürt.

### Nationalmannschaft
Im Februar 2007 spielte er erstmals für die England Saxons, die Reserve der eigentlichen Nationalmannschaft. Einige Monate später war er bereits im Kader Englands zur Weltmeisterschaft. In diesem Turnier wurde er sechs Mal in der Startformation eingesetzt und gehörte zu den Schlüsselspielern beim Finaleinzug der Engländer, die sich nur Südafrika geschlagen geben mussten. Im Vorfeld der WM waren ihm gegen Wales vier Versuche gelungen, eine Leistung die zuvor kein anderer Spieler auf seiner Position erreicht hatte.
Aufgrund einer Verletzung fiel er zum Auftakt der Six Nations 2008 aus, spielte jedoch im weiteren Verlauf des Turniers erneut eine tragende Rolle. Im Spiel gegen Frankreich wurde er zum Spieler der Partie gewählt. Er kam in allen vier Spielen der Novembertests zum Einsatz und sicherte sich ebenso einen Platz im Kader für die Six Nations 2009, wo er in allen Partien zur Startformation gehörte.

### Trainer
2016, unmittelbar nachdem er seinen Rücktritt als Spieler bestätigt hatte, wurde Easter Verteidigungstrainer der Harlequins. Er verließ seine Position im Juli 2018 nach einem Führungswechsel und beendete seine vierzehnjährige Zugehörigkeit zum Verein. Anschließend schloss er sich den Natal Sharks in Südafrika als Stürmer- und Angriffstrainer für die Currie-Cup-Saison 2018 an, die sie im Finale 17-12 gegen Western Province gewannen. Er unterschrieb erneut bei den Sharks für die Super Rugby Meisterschaft und die Currie Cup 2019 als Stürmer- und Verteidigungstrainer.
Nach seinem Auslandsaufenthalt kehrte Nick nach England und in die Premiership zurück, als er 2020 als Verteidigungs- und Pannentrainer für die Newcastle Falcons unterschrieb.

## Sonstiges
Sein Vater John Easter wurde als Squashspieler Europa- und Vizeweltmeister.